# 宮川美保
宮川 美保（みやがわ みほ、1977年2月22日 - ）は、日本の女性声優、ナレーター。静岡県三島市出身。青二プロダクション所属。一時は宮川 苑、南乃 苑、里見 はるか（さとみ　はるか）の名義で活動していた時期もある。

## 略歴
1996年からアイドル声優ユニット「Pastel&Vivid」（長田梢、松浦有希子との3人組）として活動。シングルCDを1枚発売して、その後解散。
養成所は代々木アニメーション学院に通っていた。
以前はエルスタッフ→笹川演歌振興会→エルスタッフ→アトリエピーチ→アイムエンタープライズと事務所を移籍し、現在は青二プロダクションに所属。
アイムエンタープライズに所属してから日本ナレーション演技研究所のナレーターセミナーに通った。
2015年5月30日をもってアイムエンタープライズを退所。フリー期間を経て、2016年6月20日より青二プロダクション所属となる。

## 人物
資格・免許はJNAネイリスト技能検定1級、ファイナンシャルプランナー2級。
趣味はタップダンス、歌唱、ゴルフ。特技はリコーダー、ネイルケア。
同じ事務所の白石涼子と仲が良く、白石の話題にも良く名前がのぼる。

## 出演
太字はメインキャラクター。

### テレビアニメ
1994年
- マクロス7（オペレーター、女兵士）

2004年
- W〜ウィッシュ〜（佐藤夕子）

2005年
- Canvas2 〜虹色のスケッチ〜（杉原紫衣）
- こいこい7（佐藤スバル）
- はっぴぃセブン 〜ざ・テレビまんが〜（女子生徒）
- ぺとぺとさん（沙原くぐる）

2006年
- あさっての方向。（子供B、母親）
- 地獄少女 二籠（女生徒）
- NIGHT HEAD GENESIS（りえ）
- ひまわりっ!（2006年 - 2007年、卸屋筆乃子、さび助、子供のゴム少年、少女ミサ、ミクロ忍者2 他）- 2シリーズ
- BLOOD+

2007年
- Over Drive（観客）
- がくえんゆーとぴあ まなびストレート!（愛光学園生徒）
- 風のスティグマ（まどか）
- CLANNAD -クラナド-（男の子）
- CLAYMORE（シンシア、ユリアーナ）
- ケロロ軍曹（女性、生徒）
- メイプルストーリー（ピート、Jr.ウェンディゴ、フロロフ、テン、レイス 他）
- 遙かなる時空の中で3 紅の月（里の嫁）
- はぴはぴクローバー（ガクのママ、ペペ、ビーナ）
- ひとひら（遠山佳代）

2008年
- かんなぎ（みーぷ）
- シゴフミ（仲居）
- スキップ・ビート!（受付、衣装係）
- チーズスイートホーム（岩瀬、ママ、男の子A、奥さま1）
- ドルアーガの塔 シリーズ（2008年 - 2009年、エンレ）- 2シリーズ
- のらみみ（女の子）
- 秘密 〜The Revelation〜（サラ大統領夫人、野見山理沙、荻島由里子、村井絵里、一之瀬晴美 他）
- メイプルストーリー（キノコ、村人、弓族、魔法族の少年、ザッタ兵 他）
- 魍魎の匣（加菜子の母、女生徒B、看護婦B、女給A、少女 他）
- ロザリオとバンパイア（マーメイド）
- ONE OUTS -ワンナウツ-（女の子たち、ウグイス嬢）

2009年
- 青い文学シリーズ
  - 「人間失格」（薬屋の女、看護師、主婦1、薬屋の主人）
  - 「桜の森の満開の下」（女房C、女1）
  - 「走れメロス」（電話交換手）
  - 「蜘蛛の糸・地獄変」（母親）

- 犬夜叉 完結編（咲の母）
- 君に届け（2009年 - 2011年、遠藤朋美、小島美奈子、レナ、風早透太、堀田まどか 他）- 2シリーズ
- 黒神 The Animation（邪陀）
- けいおん!（先生）
- 蒼天航路（おばさん、少女A、女官A、中年女、女性信者A 他）
- 空を見上げる少女の瞳に映る世界（教師G、生徒B）
- それいけ!アンパンマン（2009年 - 2022年、キツネの男の子、クマ太〈11代目〉、つみれくん〈4代目〉、すいせんさん〈3代目〉、えんぴつぼうや〈3代目〉、クマ太のお母さん〈4代目〉、キーコ〈6代目〉、はにわん）
- 大正野球娘。（生徒）
- チーズスイートホーム あたらしいおうち（マンションの女性、男の子、お姉さん、トリマー三姉妹）
- 東京マグニチュード8.0
- 夏のあらし!（倉本）
- ヒゲぴよ（ゆい、犬山）

2010年
- 刀語（黒巫女B）
- ダンス イン ザ ヴァンパイアバンド（あんなの母）

2011年
- デュエル・マスターズ クロスショック（クリーチャーA）
- BLOOD-C（筒鳥香奈子）

2012年
- HUNTER×HUNTER（第2作）（2012年 - 2013年、女性オペレーター、ピノールト〈少年〉、大天使、アナウンサー）
- 氷菓（女性教師）

2013年
- Fate/kaleid liner プリズマ☆イリヤ（2013年 - 2016年、リーゼリット） - 4シリーズ
- 〈物語〉シリーズ セカンドシーズン（撫子の母）

2014年
- 寄生獣 セイの格率（みさきの母、看護師）
- シドニアの騎士（2014年 - 2015年、船員会、航行長、操縦士）- 2シリーズ
- Fate/stay night [Unlimited Blade Works]（2014年 - 2015年、リーゼリット）- 2シリーズ

2016年
- ちびまる子ちゃん（2016年 - 2023年、女性アナ、女性、お姉さん、店員、ちあき）

2017年
- 名探偵コナン（2017年 - 2021年、吉川美知子）
- タイムボカン 逆襲の三悪人（小西紗代）

2020年
- アサティール 未来の昔ばなし（ラハフ）

2021年
- Fairy蘭丸〜あなたの心お助けします〜（ひかり）

### 劇場アニメ
2009年
- それいけ!アンパンマン だだんだんとふたごの星（ギラリ）
- それいけ!アンパンマン ばいきんまんvsバイキンマン!?（三角ロボ）

2010年
- それいけ!アンパンマン ブラックノーズと魔法の歌（コン太）
- TRIGUN Badlands Rumble

2011年
- それいけ!アンパンマン すくえ! ココリンと奇跡の星（評議員）

2012年
- それいけ!アンパンマン よみがえれ バナナ島（バナナマンC）
- それいけ!アンパンマン リズムでてあそび アンパンマンとふしぎなパラソル（パラソルパラコさん）
- 劇場版 BLOOD-C The Last Dark（筒鳥香奈子）

2013年
- SHORT PEACE「GAMBO」（シカ）
- それいけ!アンパンマン みんなでてあそび アンパンマンといたずらオバケ（でろろん）

2015年
- それいけ!アンパンマン ミージャと魔法のランプ（ランプの精霊D）

2017年
- それいけ!アンパンマン ブルブルの宝探し大冒険!（鳥）
- 劇場版 Fate/stay night [Heaven's Feel] I・III（2017年 - 2020年、リーゼリット） - 2作品

2021年
- シドニアの騎士 あいつむぐほし（航行長）

### OVA
2008年
- よつのは（結城誠〈子供〉）

2009年
- CLANNAD（女子生徒）
- FINAL FANTASY VII ADVENT CHILDREN COMPLETE

2010年
- BLACK LAGOON Roberta's Blood Trail（キャシー）

2011年
- こどものじかん やすみじかん 〜あなたがわたしにくれたもの〜（店員）
- SUPERNATURAL:THE ANIMATION（リッチー、ケイト、キミー、エヴァンの妻、娼婦 他）
- パチュリーが爆発する（パチュリー・ノーレッジ）
- ブラック・ジャック FINAL（少女Lの母）

2014年
- Fate/kaleid liner プリズマ☆イリヤ（2014年 - 2019年、リーゼリット〈リズ〉） - 原作第4部コミックス第4・6巻オリジナルアニメ付きBD限定版、OVA『プリズマ☆ファンタズム』

### Webアニメ
- 衛宮さんちの今日のごはん（2018年、リーゼリット）
- 君に届け 3RD SEASON（2024年、風早透太、結、徹〈幼少期〉、遠藤朋美、同級生）

### ゲーム
1996年
- アポなしギャルズ お・り・ん・ぽ・す（サニー・キー）
- m 〜君を伝えて〜（羽田みゆき）

1997年
- 雀帝 バトルコスプレイヤー（ミキ）
- ドキドキプリティリーグ（常盤聡美）

1998年
- ずっといっしょ（国見洋子）
- 爆走デコトラ伝説〜男一匹夢街道〜（秋山さゆり）

1999年
- トゥインクルレビュー（守桜静夜）
- 爆走デコトラ伝説2 男人生夢一路（松下奈々子）
- 恋愛シミュレーションツクール（和み系女の子）

2000年
- お花畑のフローレ（メモリア）
- POWER DoLLS 4（ソイニ・イェルム）
- GoGo I land（守桜静夜）

2002年
- 想い出にかわる君 〜Memories Off〜（湊都子）
- RASETSU Xan 羅刹・斬（ミルフィーナ）
- POWER DoLLS 5X（ソイニ・イェルム）

2006年
- 乙女の事情（木原かすみ）
- Separate Hearts（燈香朱）
- 転生八犬士封魔録（浜崎路子、女子生徒C）
- BLOOD+ 双翼のバトル輪舞曲（親衛隊女子）
- Memories Off 〜それから again〜（鷺沢朋美）
- ローゼンメイデン ドゥエルヴァルツァ

2007年
- SDガンダム GGENERATION（2007年 - 2025年、マリア・オーエンス） - 7作品
- ソウルクレイドル 世界を喰らう者（ヨスト）
- ファイアーエムブレム 暁の女神（ミスト）
- Fate/stay night [Realta Nua]（リーゼリット〈リズ〉）
- とびだせ!トラぶる花札道中記（リーゼリット〈リズ〉）
- Myself ; Yourself

2008年
- Lの季節2 invisible memories（山崎）
- Fate/unlimited codes（リーゼリット）
- ユア・メモリーズオフ〜Girl's Style〜（湊都子）

2009年
- Myself ; Yourself それぞれのfinale（若田部美緒）

2010年
- 魔法使いとご主人様 New Ground〜Wizard and the master〜（シルフィール＝ベルモア）

2011年
- AKIBA'S TRIP（2011年 - 2012年、御堂聡子） - 2作品

2014年
- Fate/hollow ataraxia（リーゼリット〈リズ〉）

2017年
- 三國志レギオン（黄月英、樊氏、糜氏）
- ファイアーエムブレム ヒーローズ（2017年 - 2025年、アイク〈幼少期〉、ティアマト、オルティナ）

2019年
- メイプルストーリー（〈真〉ヒルラ）
- OVERHIT（エルヒ）

### ドラマCD
- カルマ13（李白蘭）
- 今日の早川さん（生徒A）
- こいこい7 第一巻「戦国おとぎ草子〜荒野のさまよえる七匹の侍〜」（佐藤スバル）
- ソウルクレイドル ドラマCD 〜宮廷魔術師ヨードの華麗なる!大冒険〜（ヨスト）
- 超人学園ゴウカイザー Vol.2（ソニア・エルフマン）
- D→A:BLACK（セナ）
- 獏-BAKU- 2（店員）
- 遙かなる時空の中でシリーズ
  - 遙かなる時空の中で-舞一夜- 〜常緑〜（子供たち）
  - 遙かなる時空の中で2 小春日和（姫）
  - 遙かなる時空の中で3 雪待日（女房）
- ひとひら オリジナルドラマ&BGMアルバム Vol.1「麦編」（遠山佳代）
- ファイアーエムブレム エクストラドラマCD 暁の女神 〜群雄たちの譲れぬ想い〜（ティアマト[28]）
- ぺとぺとさん〜にょみの里より愛をこめて〜（沙原くぐる）
- 無限のフロンティアEXCEED×スーパーロボット大戦OG スペシャルドラマCD「無限の扉絵」（アナウンス）

### 吹き替え

#### 映画
- ウルフクリーク/猟奇殺人谷（リズ）
- 片腕ドラゴン（リー）
- ドレスデン、運命の日（エファ）
- ライフ・ドア 黄昏のウォール街（サラ〈ナオミ・ハリス〉）

#### ドラマ
- ER XIII 緊急救命室（ドナ・パルシー〈リンジー・フェルトン〉）#273
- グレイズ・アナトミー
- ソウルメイト
- 名探偵モンク（第4シリーズ：第14話、第5シリーズ：第12話、第6シリーズ：第13話）

### テレビドラマ
- ちゅらさん（OL）

### 映画
- マイティーレディ（ミウラハルカ）

### CM
- クリスタル（TVCM）
- 居酒屋じゃんけん（劇場CM）

### 実写
- 桜井智のひたすら声優志願（ビデオ）
- 『劇場版 BLOOD-C The Last Dark』完全生産限定版Blu-ray&DVD（2013年2月27日、特典DVD「BLOOD-“C”arnival」ダイジェスト映像を収録）

### ミュージカル
- アルプスの少女（クララ）
- 小公女（ラヴィニア）
- 眠りの森の姫（ダンサー）
- 白雪姫（小人役）

### 舞台
- 犬の妹
- ガラス工場にセレナーデ（イングリッド）
- 月光の不安（クリスティー）
- 0021（ナナ）
- 深い霧のホテル（海はるか）
- ミッドナイトフラワートレイン（弁天マリア）
- 真田風雲録（千姫）
- ラーニング・ラパン第3回公演　独唱　（日替わりマドンナ）

### ナレーション
- E娘!（TBS）
- 青木さやか・美人の素（TBS）
- エンタの味方（TBS）
- 新発見!親子で楽しいキッザニア とくべつ大公開!（2010年3月22日、テレビ東京）
- ヒットの復習!（テレビ東京）
- ヒットの秘密BIZ（テレビ東京）
- パッと解決！ナナナNEWS（テレビ東京）
- 音ボケPOPS（TOKYO MX）
- おじゃマップ（フジテレビ）
- Road to 紅白（NHK）
- 先生ウォッチング　マナビバ!!（CBC）
- 千原ジュニアと福岡で人気番組を創る番組（KBC）
- アインシュタインの食卓（2019年1月4日、フジテレビ）
- 新春芸能人対抗駅伝（2019年1月1日、テレビ東京）
- 中居正広の金曜日のスマイルたちへ（TBS）

### ボイスオーバー
- 未来世紀ジパング
- 世界が驚いたニッポン！スゴ〜イデスネ!!視察団（テレビ朝日）

### ラジオ番組
- 岩男潤子のぷくぷくペンギンパーク（レポーター）
- ノン子とのび太のアニメスクランブル（第８７３回ゲスト）
- 青山二丁目劇場
  - カロリーハンター細井さんの憂鬱（三浦絵美）
  - 僕と君だけの街（アナウンス）
  - Room201（オルト）
  - お腹の人質（沙織）
  - 夢に夢見て（アナウンサー）
  - スミダノハナビ（涼子）
  - バオバオ（智子）
  - 愚者の贈り物（ミキ）
  - 明烏（花魁）
  - 自分さらい（千秋）
  - たぬき顔の彼女（よしみ課長）
- 祭りにピタッとボイス・キュー（ゲスト）
- もっと!わたしのすきなこと。（2018年 - 、FM愛知）

### その他
- ♂モット!!恋愛主義♀ 美少女ゲーム 「Boreas」（水原奈々瀬）
- 声♥遊倶楽部（Piパーズ）
- 進研ゼミ高校講座 ショートアニメ「TURNOVER」（櫻井先生[29]）
- ときドキ時計（松山美月〈オペレーター姉〉）
- わんわんスクール 〜オートンと愉快な仲間たち〜（オートン）
- 椿山課長の七日間 オーディオブック（椿山由紀）

## ディスコグラフィ

### 演歌シングル
| 枚  | 発売日       | タイトル                  | 規格品番 | 最高位 |
| --- | ------------ | ------------------------- | -------- | ------ |
| 1st | 2000年7月5日 | 夏キリリッ/ちりぬるワルツ | SES-2001 | 圈外   |

### 参加作品
| 発売日   | 商品名                                                                         | 歌                                                                                          | 楽曲                                     | タイアップ                                                        |
| 1997年   | 1997年                                                                         | 1997年                                                                                      | 1997年                                   | 1997年                                                            |
| -------- | ------------------------------------------------------------------------------ | ------------------------------------------------------------------------------------------- | ---------------------------------------- | ----------------------------------------------------------------- |
| 1月25日  | ラダマントゥス 外伝-遠い想い                                                   | YAGPD（伊賀絵里香・福原静・長田梢・松浦有希子・宮川美保）                                   | 「リトルバード」                         |                                                                   |
| 2月21日  | ザ・マスターズファイター ドラマCD                                              | 宮川美保                                                                                    | 「コペルニクス’97」                      |                                                                   |
| 3月21日  | ファンタスティック・キャラクター・シリーズ～ベスト・ヴォーカル・コレクション～ | かないみか&YAGPD（伊賀絵里香・福原静・長田梢・中村美沙・宮川美保）                          | 「MY GENERATION」                        |                                                                   |
| 8月20日  | Heartbeat Groove                                                               | Pastel&Vivid（宮川美保、長田梢、松浦有希子）                                                | 「Heartbeat Groove」 「Dear Boy Friend」 | ゲーム『ずっといっしょ』イメージソング                            |
| 1998年   |                                                                                |                                                                                             |                                          |                                                                   |
| 7月17日  | 爆走デコトラ伝説 男一匹夢街道 サウンドトラック                                 | 秋山さゆり（宮川美保）                                                                      | 「花恋唄」                               | ゲーム『爆走デコトラ伝説 男一匹夢街道』挿入歌                     |
| 1999年   |                                                                                |                                                                                             |                                          |                                                                   |
| ？       | ？                                                                             | 長田梢、里見はるか                                                                          | 「TIME MACHINE」                         | ゲーム『夏祭〜なつまつり〜』エンディングテーマ                    |
| 2000年   |                                                                                |                                                                                             |                                          |                                                                   |
| 2月10日  | TWINKLE REVUE SOUNDTRACK                                                       | 守桜静夜（宮川美保）                                                                        | 「アルバム」                             | ゲーム『トゥインクルレビュー』守桜静夜エンディングテーマ          |
| 2004年   |                                                                                |                                                                                             |                                          |                                                                   |
| 5月23日  | カルマ13 ドラマCD〜カルマがいっぱい!?〜                                        | 生爪少女合唱団'04（鹿野優以、彩月望恵、里見はるか、谷口恵美、土谷麻貴、三澤恵巨、三浦ユノ） | 「静生爪学園校歌〜愛ゆえに気高く〜」     | ドラマCD『カルマ13』関連曲                                        |
| 2012年   |                                                                                |                                                                                             |                                          |                                                                   |
| 12月12日 | それいけ!アンパンマン ベストヒット’13                                          | パラソルパラコ（宮川美保）                                                                  | 「パラコさんのパラパララップ」           | テレビアニメ『それいけ!アンパンマン』挿入歌                       |
| 2015年   |                                                                                |                                                                                             |                                          |                                                                   |
| 1月28日  | Prisma☆Love Parade Vol.3                                                       | セラ（七緒はるひ）、リーゼリット（宮川美保）                                                | 「"MAID" IN HEAVEN」                     | テレビアニメ『Fate/kaleid liner プリズマ☆イリヤ ツヴァイ!』関連曲 |

### シリーズ一覧
1. ↑  『SPIRITS』（2007年）、『WARS』（2009年）、『3D』（2011年）、『OVER WORLD』（2012年）、『GENESIS』（2016年）、『CROSSRAYS』（2019年）、『ETERNAL』（2025年）